# Золотомушка жовточуба
Золотому́шка жовточу́ба (Regulus regulus) — дрібний птах родини золотомушкових (Regulidae), розповсюджений у лісах Євразії. Один з найменших представників орнітофауни Європи, за розміром подібний до кропив'янок, золотомушки червоночубої та золотомушкового вівчарика.

## Морфологічні ознаки
Маса тіла 5-7 г, довжина тіла біля 9 см. Дорослий самець зверху оливково-зелений; на тім'ї поздовжня жовта смуга з жовтогарячим пасмом посередині та чорними смужками по краях; низ білуватий, з легким бурим відтінком; на покривних перах крила дві вузькі жовтуваті смужки; махові і стернові пера бурі; дзьоб чорно-бурий; ноги бурі.  Доросла самка схожа на дорослого самця, але без жовтогарячого пасма на тім'ї. У молодого птаха на голові жовтого, жовтогарячого та чорного кольорів нема.

## Поширення
В Україні гніздиться в Поліссі, Карпатах та Кримських горах; мігрує і зимує на всій території країни. 

## Живлення
Живиться дрібними безхребетними тваринами, насінням у невеликій кількості. До раціону входить велика кількість шкідливих комах.

## Золотомушка та людина
Золотомушка жовточуба є національним птахом Люксембургу.

## Галерея

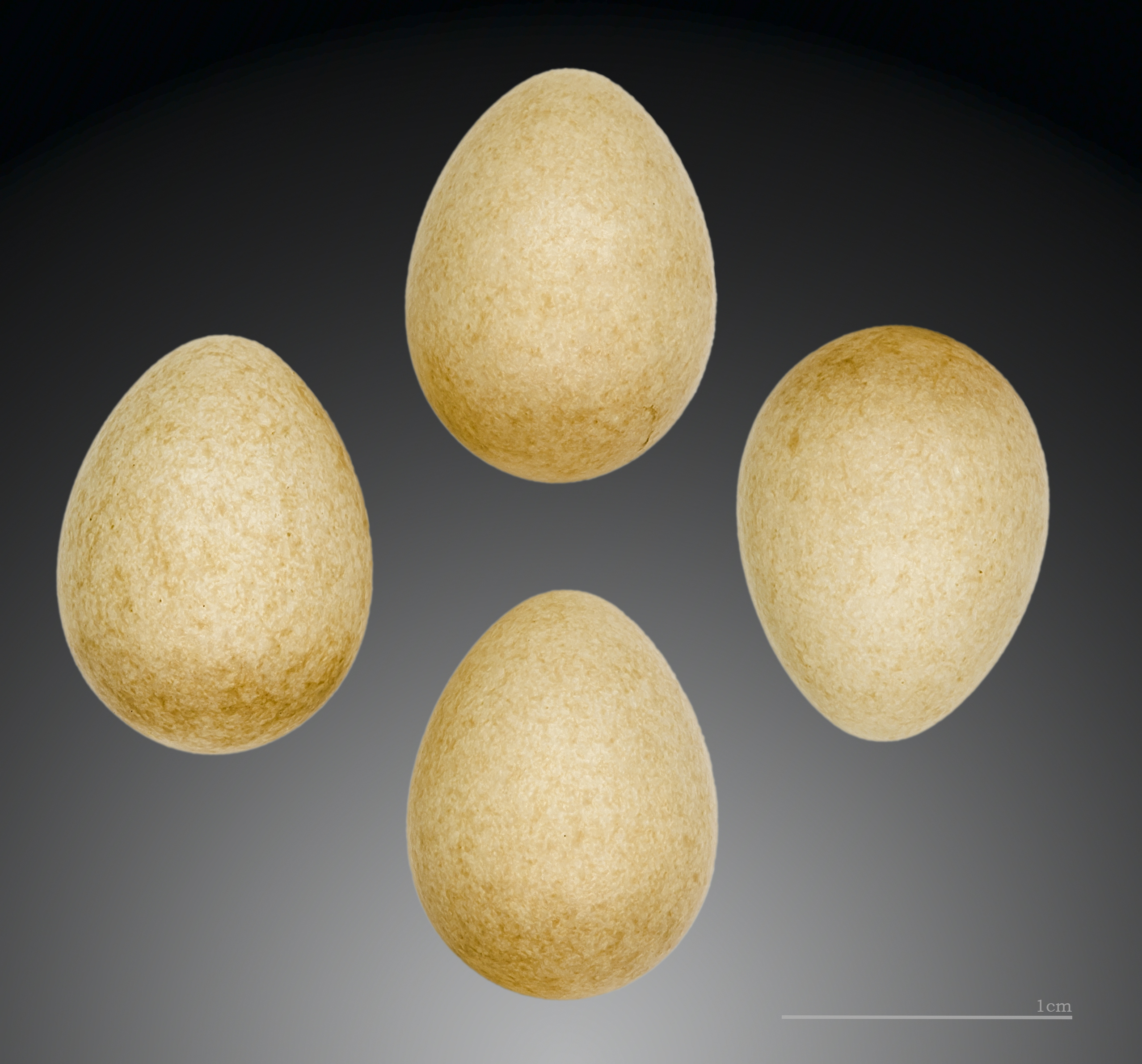
Regulus regulus regulus
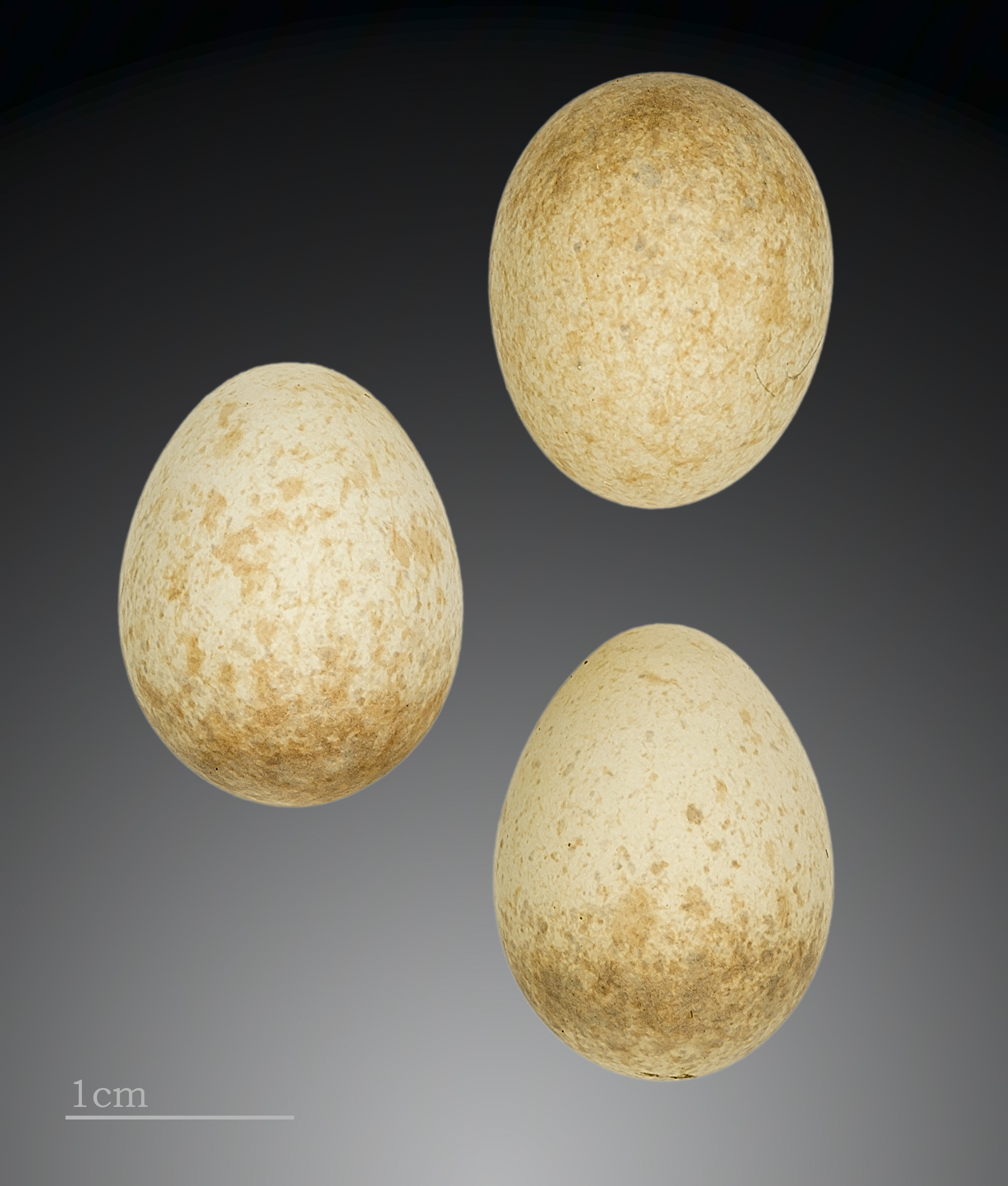
Regulus regulus azoricus
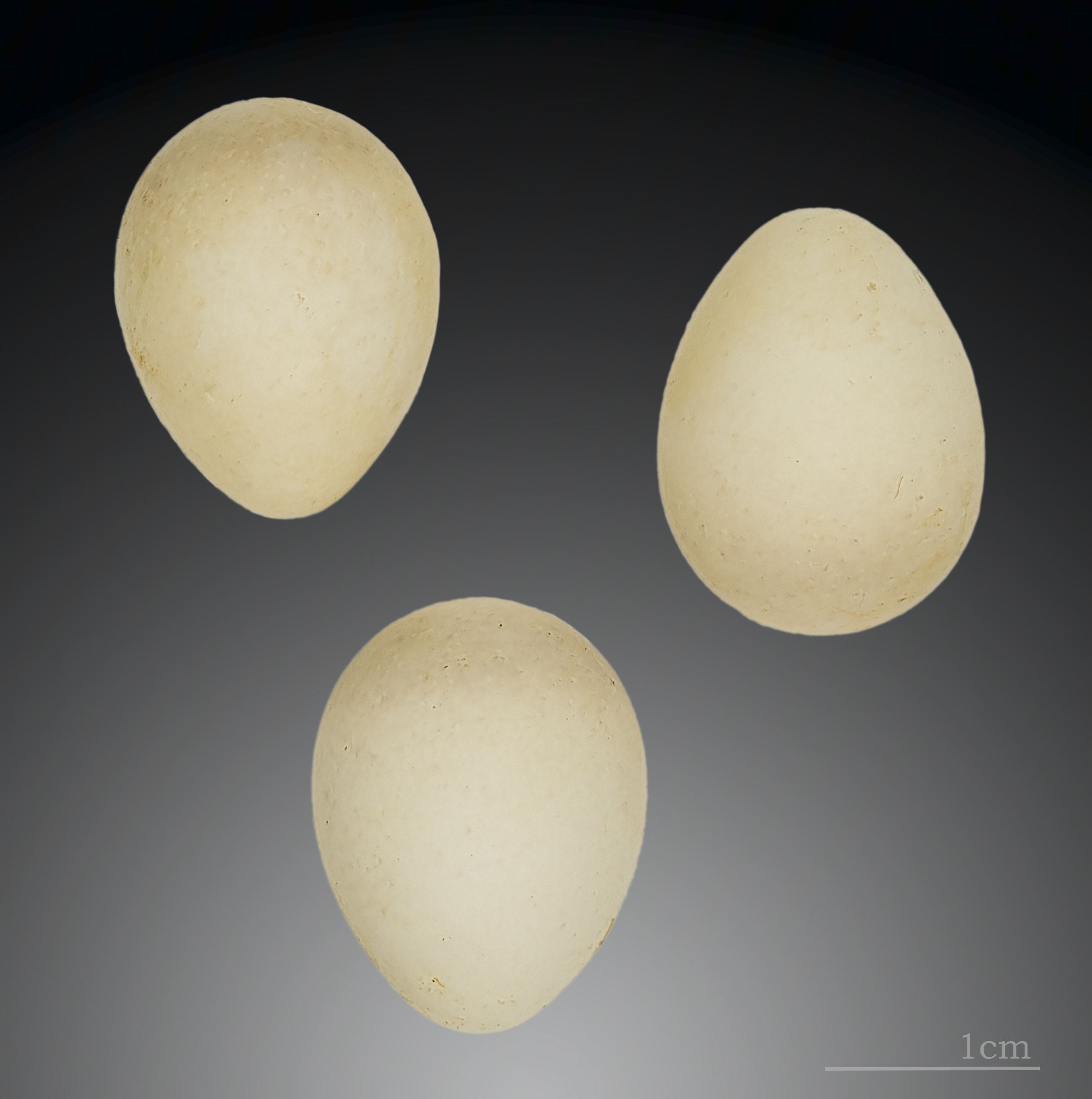
Regulus regulus inermis
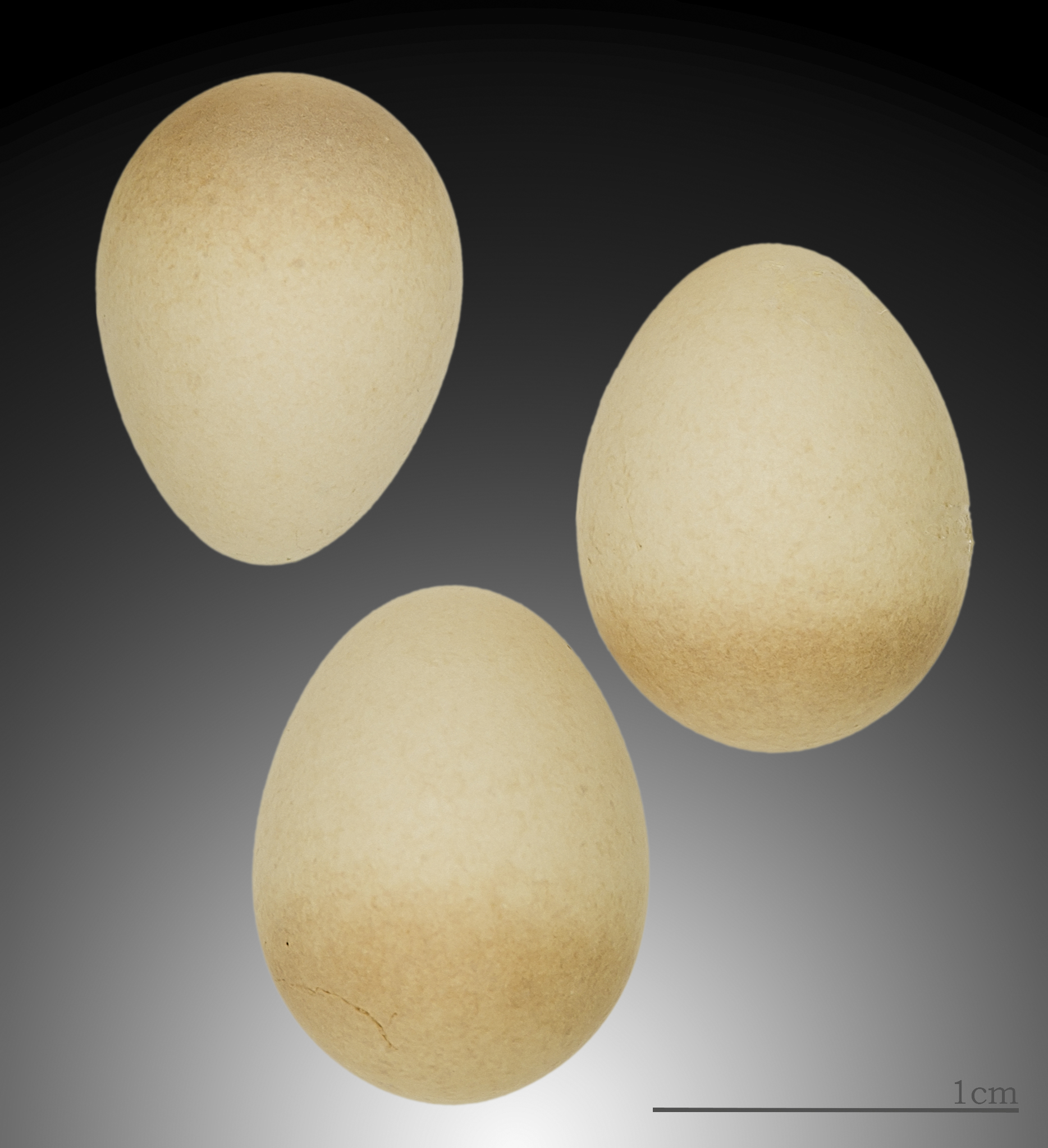
Regulus regulus teneriffae